# 三星Galaxy S Advance
Samsung Galaxy S A是韓國三星電子在2012年1月推出的中高階智慧型手機，其規格大多延續Samsung Galaxy S，唯不同之處僅在前置相機鏡頭由30萬畫素提升至130萬畫素，以及處理器由自家的Samsung Exynos 3310 1Ghz 單核心改為NovaThor 8500 1Ghz 雙核心處理器。
2013年1月7日，俄羅斯方面就正式向用戶發放Android 4.1.2系統更新。更新包括全新的TouchWiz界面，目前更新後用戶的反應均较为正面。
而Galaxy Galaxy S Advance的頭號對手是Sony Ericsson Xperia Ray